# Saint-Germain-les-Vergnes
Saint-Germain-les-Vergnes – miejscowość i gmina we Francji, w regionie Nowa Akwitania, w departamencie Corrèze.
Według danych na rok 1990 gminę zamieszkiwały 914 osoby, a gęstość zaludnienia wynosiła 48 osób/km² (wśród 747 gmin Limousin Saint-Germain-les-Vergnes plasuje się na 140. miejscu pod względem liczby ludności, natomiast pod względem powierzchni na miejscu 363.).